# Al-Ula
Al-Ula (arab. ‏العلا‎) – miasto i oaza w północno-zachodniej Arabii Saudyjskiej, ok. 20 km od Mada’in Salih i 120 km na pd.-zach. od Tajmy (biblijna Tema). Oaza jest utożsamiana z biblijnym Dedanem.  
Oaza jest zamieszkiwana od 5000 r. p.n.e. Na jej terenie znajduje się sanktuarium Umm Daraj oraz miasta Al-Mabiyat, Al-Khuraybah i Al-Hirj.  
1. ↑  Dedan - Livius [online], www.livius.org [dostęp 2025-08-20].